# Sol Líneas Aéreas
Sol Líneas Aéreas (mã IATA = 8R) là hãng hàng không giá rẻ của Argentina, trụ sở ở Rosario. Hãng có căn cứ ở Sân bay Rosario (Santa Fe).

## Lịch sử
Sol Líneas Aéreas được Transatlantica Group thành lập năm 2005 và bắt đầu hoạt động từ ngày 14.8.2006. Sol Líneas Aéreas là hãng hàng không đầu tiên của địa phương có giá rẻ

## Các nơi đến
- Argentina

- Buenos Aires
- Córdoba
- Rosario, Rafaela
- Mendoza
- Mar del Plata
- Santa Fe) and the airports of

- Uruguay

- Montevideo
- Punta del Este.

## Đội máy bay
- 3 Saab 340A (34 hành khách)